# Кепша
Кепша — село в муниципальном образовании «город-курорт Сочи» Краснодарского края. Входит в состав Краснополянского поселкового округа Адлерского района.

## География
Село расположено на берегу реки Мзымты. Через Кепшу протекают реки Ахцу и впадающая в неё Кепша. Через село проходит автодорога «Адлер — Красная Поляна».

## Население
| 2002 | 2010 |
| ---- | ---- |
| 321  | ↘316 |

По данным Всероссийской переписи, в 2010 году численность населения села составляла 316 человек (148 мужчин и 168 женщин).

## Улицы
Уличная сеть села состоит из 2 улиц.